# Relaciones Chile-Perú
Las relaciones entre Chile y Perú hacen referencia a las relaciones internacionales entre dichas repúblicas. Ambas naciones se encuentran ubicadas en la parte occidental de Sudamérica y comparten una frontera terrestre de 171 km de longitud, siendo la de menor extensión para ambos países.
En el ámbito internacional, ambos países son miembros plenos de Organización de Estados Americanos (OEA), la Comisión Económica para América Latina y el Caribe (Cepal) y la Organización de Estados Iberoamericanos para la Educación, la Ciencia y la Cultura (OEI).

## Historia

### Antecedentes
Chile y Perú han compartido una historia común de diplomacia internacional desde los tiempos del Imperio inca en el siglo XV. Mientras los territorios pertenecieron al Imperio español, administrados bajo la entidad territorial denominada Virreinato del Perú, Chile y Perú tuvieron por primera vez conexiones con sus nombres modernos con la (Capitanía General de Chile) que formó parte del (Virreinato del Perú).

### sigloXIX
En 1820 Chile con las Provincias Unidas del Río de la Plata —actual Argentina— se unieron a Perú en la Guerra de Independencia para afianzar las suyas, proporcionando tropas y apoyo naval. Cuando ya ambos países se habían independizado, Chile y Perú compartieron relaciones de paz resultantes de la falta de una frontera entre ambas naciones y la formación de lazos que incrementaron aún más la paz.
En 1823, Bernardo O'Higgins —considerado uno de los padres de la patria por los chilenos e hijo del irlandés al servicio del Imperio español Ambrosio O'Higgins, quien ocupó los cargos de gobernador del Reino de Chile y virrey del Perú— se exilió junto a su familia en la recién independizada República del Perú, siendo recibido por las autoridades peruanas luego de haber abdicado a su cargo de director supremo de Chile, hasta su fallecimiento en 1842 en la actual Casa O'Higgins de Lima.
Durante la Guerra contra la Confederación Perú-Boliviana, Chile y los disidentes del Perú formaron una alianza militar para liberar y reunir a los estados nor- y sud-peruanos. Más tarde, durante la Guerra con España, Chile y Perú se unieron en un frente militar contra la flota española que había ocupado las peruanas islas Chincha y perturbaban el comercio en la zona sur del Pacífico. 
Posteriormente, durante la década de los conflictos previos a la Guerra del Pacífico, Perú trató de negociar una solución pacífica y diplomática entre Bolivia y Chile. Pese a que Perú tenía un pacto secreto defensivo con Bolivia en contra de Chile, el Perú no declaró la guerra a Chile, incluso después de que Chile invadiera el puerto boliviano de Antofagasta. El conflicto no se declaró formalmente hasta que Chile declaró la guerra a Bolivia y Perú el 5 de abril de 1879. Perú declaró la guerra a Chile al día siguiente y expulsó a los residentes chilenos. El conflicto entre los beligerantes no originales dio lugar a una invasión chilena de Perú, la destrucción de varios edificios peruanos y ciudades a raíz de la avanzada militar chilena, la chilenización de Tacna, Arica y Tarapacá, y la ocupación de la capital peruana. La guerra entre ambos terminó con los tratados de Ancón en 1883 y de Lima en 1929. En 1879 Perú cambió el nombre «chilena» de la «marinera» —su baile nacional desde 1986— por antichilenismo.

### sigloXX

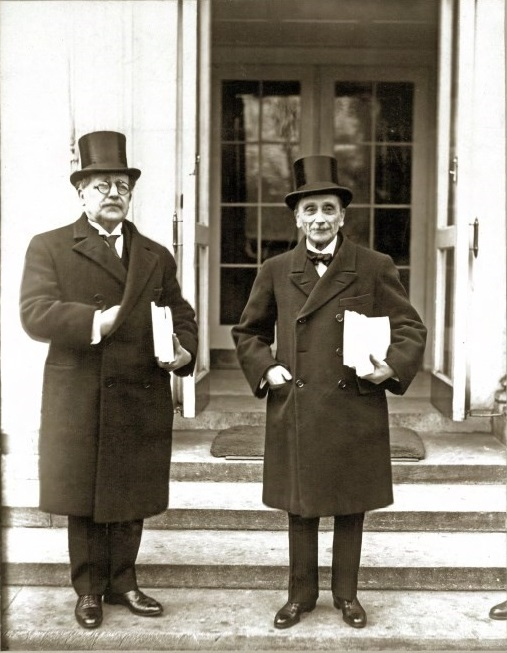
Beltrán Mathieu embajador de Chile en Estados Unidos y Adrián Velarde Embajador de Perú en Estados Unidos, saliendo de la Casa Blanca una vez recibido el fallo del laudo arbitral sobre Tacna y Arica del Presidente estadounidense Calvin Coolidge.

Entre 1973 y 1980, las relaciones chileno-peruanas fueron tensas; mientras Chile se encontraba bajo el mando de la Dictadura militar, encabezado por Augusto Pinochet, el Perú era gobernado por el  Gobierno Revolucionario de la Fuerza Armada liderada por el general Juan Velasco que se nombró asimismo Presidente del Gobierno Militar, promoviendo reformas de carácter nacionalista y de izquierda. 
En 1975, el llamado Tacnazo, golpe de Estado promovido por el general de división Francisco Morales Bermúdez, puso en la presidencia del General Velasco, quién prosiguió la dictadura militar aunque con medidas más atemperadas. Durante el gobierno del General Bermúdez (1975-1980), se convoca a las elecciones democráticas de 1980 con los cuales concluye el docenio militar. 
Juan Velasco Alvarado y Augusto Pinochet, eran los líderes de ambas juntas militares, ideológicamente opuestas. En el Perú se acercaba el centenario de la Guerra del Pacífico (1879-1979) y como respuesta a una serie de preparativos militares peruanos que hacían suponer a las autoridades chilenas una eventual invasión peruana, Chile realizó un minado fronterizo a fin de evitar una invasión; para ello fueron instaladas unas 180 mil minas antitanque y antipersonales en todas las fronteras de Chile entre 1975 y 1990.
En 1975, el gobierno peruano, fortalecido por una masiva adquisición de armamento soviético y europeo, elaboró un plan denominado "Negro" que buscaba invadir territorio chileno, con el día D fijado para el 6 de agosto. Este plan contemplaba la captura de Arica, Iquique y, eventualmente, Antofagasta, que sería entregada a Bolivia como parte de una estrategia geopolítica. Mientras tanto, Chile, consciente de su desventaja militar, tomó medidas defensivas, incluyendo la instalación de minas en la frontera y el fortalecimiento de su presencia en Arica.
Las tensiones disminuyeron tras el derrocamiento de Velasco en 1975, aunque la región permaneció en un estado de alerta debido a las complejas relaciones entre las dictaduras del Cono Sur durante la Guerra Fría.
En un intento de neutralizar a Bolivia, aliado potencial de Perú, Chile ofreció un corredor al norte de Arica, lo que derivó en el conocido "abrazo de Charaña" entre los dictadores Hugo Banzer y Pinochet en febrero de 1975. Este gesto buscaba garantizar que Bolivia no se alineara con Perú en caso de un conflicto. Sin embargo, el curso de los eventos cambió drásticamente con el deterioro de la salud de Velasco Alvarado, que derivó en su derrocamiento en agosto de 1975, dejando al general Francisco Morales Bermúdez en el poder con una postura más moderada. Así, los planes de guerra se desmoronaron, y aunque las tensiones persistieron, la diplomacia y los cambios políticos evitaron una nueva guerra en el Cono Sur.

### sigloXXI
A partir de 2002, los gobiernos de ambos países comenzaron el proceso de desminado de la frontera dando cumplimiento a los acuerdos internacionales firmados en el Tratado de Ottawa. El 22 de agosto de 2006 se suscribió el Tratado de Libre Comercio Chile-Perú, que entró en vigencia el 1 de enero de 2009, encontrándose en plena vigencia. 
Entre noviembre de 2005 y mayo de 2006, por una orden de extradición emanada desde los tribunales peruanos, fue detenido a su llegada a Chile el expresidente del Perú, Alberto Fujimori, siendo recluido bajo un régimen especial en la Escuela de Gendarmería de Santiago.
En 2008 Perú demandó a Chile sobre el caso sobre la controversia de delimitación marítima entre Chile y el Perú ante la Corte Internacional de Justicia con sede en La Haya. En 2014 la corte dio conocer su fallo, el cual modificó el límite marítimo entre ambos países en la zona económica exclusiva.
En 2017 se realizó en Lima el primer Gabinete Binacional Chile-Perú, que convocó a sus respectivos mandatarios, Michelle Bachelet y Pedro Pablo Kuczynski, junto a sus gabinetes ministeriales con el fin de conseguir acuerdos en común.

## Relaciones comerciales
La relación comercial entre ambos países es significativa. Mediante el Acuerdo de Complementación Económica suscrito entre Chile y Perú, que entró en vigencia el 1 de julio de 1998, ambos países acordaron eliminar los aranceles y las medidas no arancelarias que afectaran el comercio bilateral de bienes, en listas de desgravación inmediata y de 5, 10, 15 y 18 años de plazo. El proceso de ampliación del Acuerdo para convertirse en un tratado de libre comercio concluyó en Lima, el 22 de agosto de 2006, cuando el texto fue firmado por las autoridades de ambos países, entrando en vigencia el 1 de marzo de 2009. En virtud de la aplicación del calendario de desgravación, durante el 2015 el 99,6% del universo arancelario se encontraba libre de arancel, y durante 2016 se desgravaron los ítems restantes, dejando el 100% del comercio bilateral con arancel cero.
En 2012, Chile y Perú se suscribieron como países fundadores, junto a Colombia y México, de la Alianza del Pacífico, un bloque regional que ha permitido una serie de facilidades bilaterales en materia económica, libertad migratoria y en otros aspectos.
En 2023, el intercambio comercial entre ambos países sudamericanos ascendió a los 3 390 millones de dólares estadounidenses, lo que supuso un 3,2% de crecimiento promedio anual en los últimos cinco años. Los principales productos exportados por Chile a Perú fueron barras de acero, partes para maquinarias y gas propano licuado, mientras que Perú mayoritariamente exporta a Chile concentrados de molibdeno, ácido sulfúrico y paltas Hass.
Por otra parte, el envío de remesas desde Chile hacia Perú se ha mantenido constante en los últimos años, siendo en 2020 el tercer destino de este tipo de envíos de dinero desde Chile al exterior mediante transferencia electrónica de fondos, solo detrás de Venezuela y Colombia.

## Migración
La inmigración peruana en Chile se ha visto incrementada durante las últimas décadas por diversos motivos. De acuerdo al censo de Chile de 2012, el número de peruanos residentes legales permanentes en el país asciende a 103 624 personas, conformando la colonia más grande de extranjeros en el país hasta 2019, cuando fueron superados por la comunidad venezolana en Chile.
Chile representa el 9,5 % de la emigración internacional de peruanos al año 2013.
En contra parte, la inmigración chilena en el Perú se ha equiparado en los últimos meses con el de peruanos que vienen a trabajar a Chile, indica un estudio realizado por el Observatorio Internacional de Migraciones.

## Visitas de alto nivel
Visitas de alto nivel del Perú a Chile
- Presidente Pedro Castillo (2022)[22]

Visitas de alto nivel de Chile al Perú
- Presidente Gabriel Boric (2024)[23]

## Misiones diplomáticas
- Chile tiene una embajada en Lima y consulados-generales en Arequipa y Tacna.[24]
- Perú tiene una embajada en Santiago y consulados-generales en Arica e Iquique.[25]

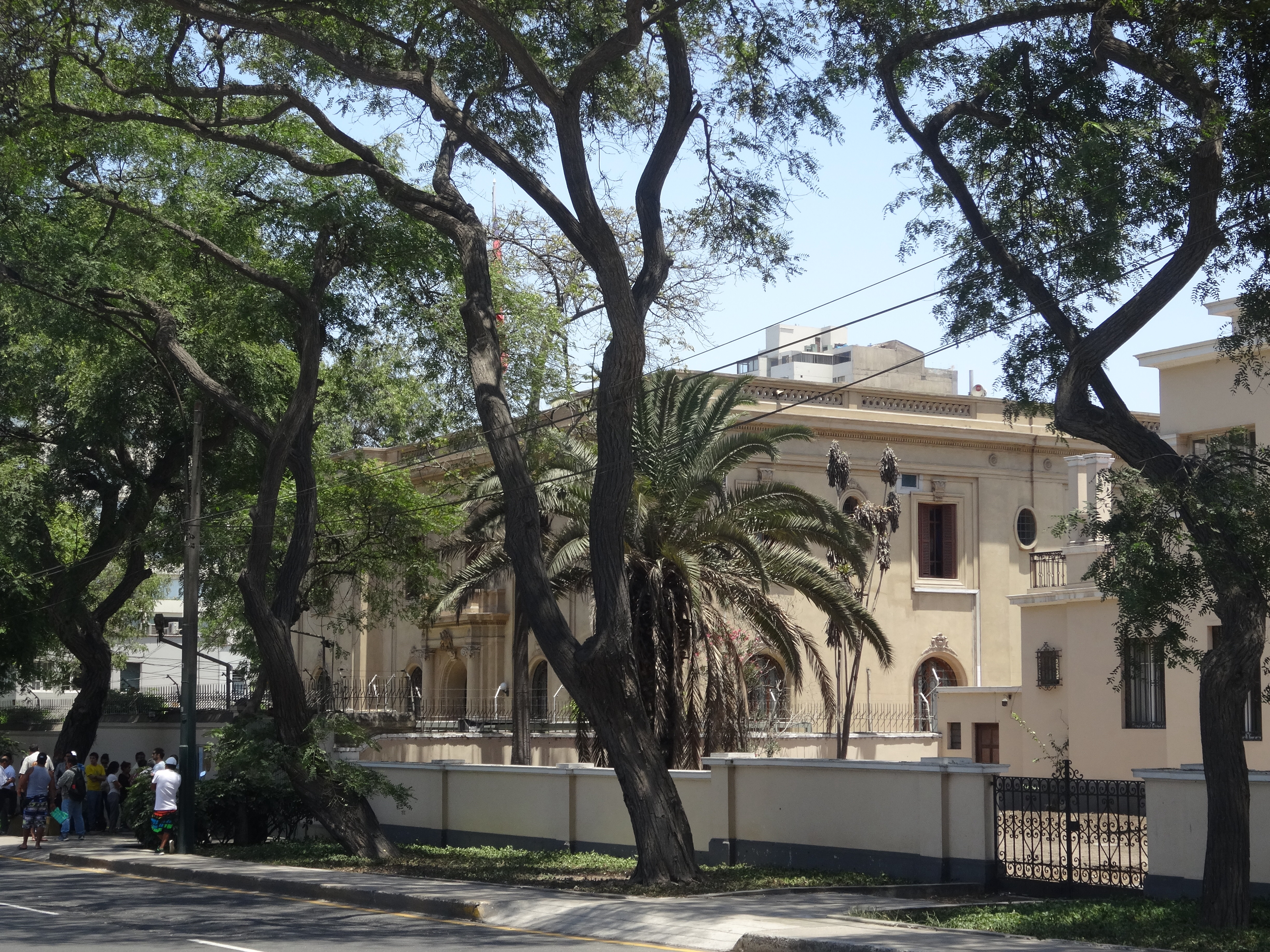
Embajada de Chile en Lima
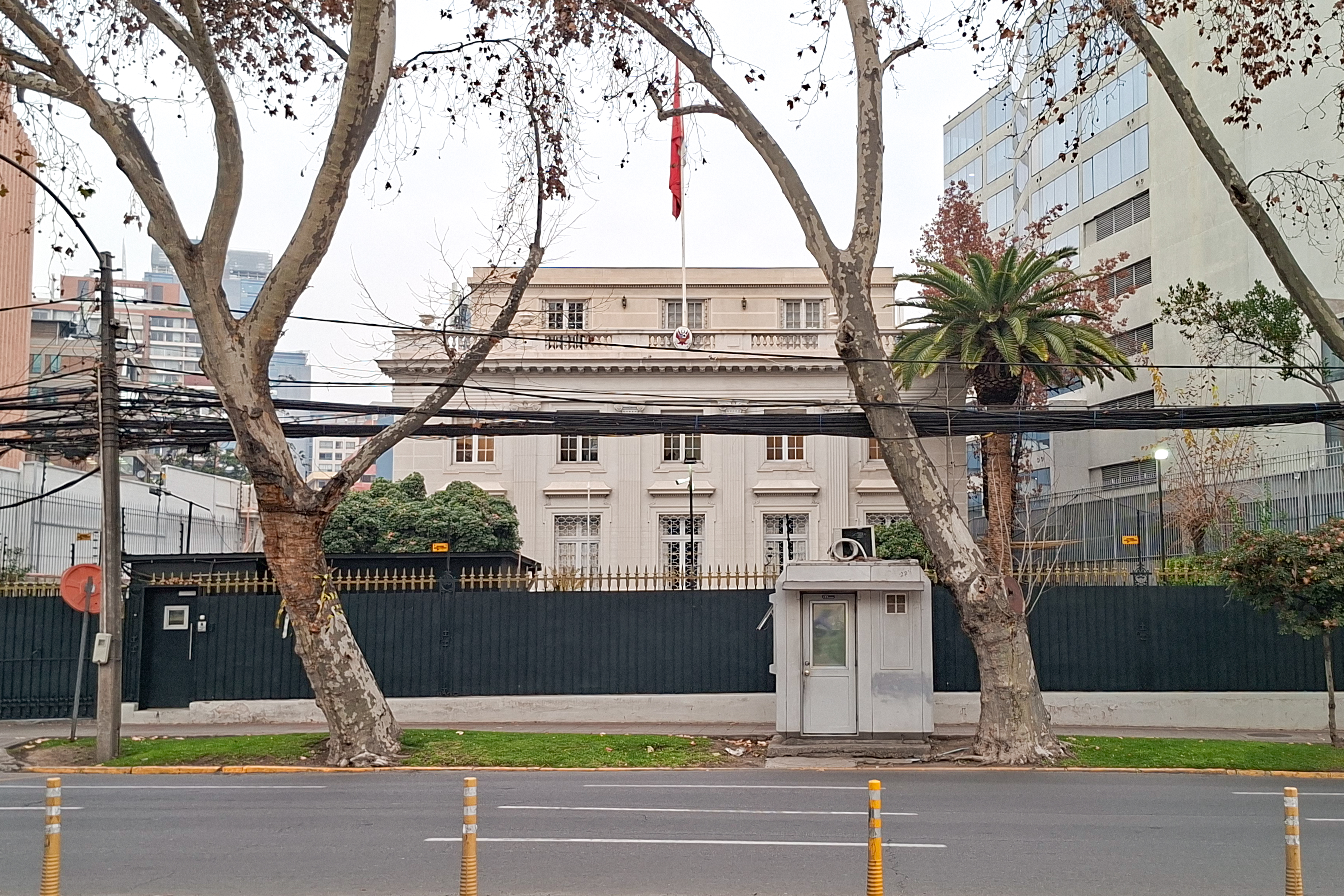
Embajada del Perú en Santiago de Chile